# Matthias Freihof
 (octobre 2022).
 (octobre 2022).
Matthias Freihof, né le 25 novembre 1961 à Plauen dans l'ex-RDA, est un acteur allemand connu pour avoir interprété le commissaire Lorenz Wiegand dans la série télévisée Siska.

## Biographie
Matthias Freihof a, depuis 1984, joué au théâtre : en 1986, il a joué dans Kaethe à Kollwitz - les Images d'une vie (RDA 1986/87, régie : Ralf Kirsten), en 1996 : Alarme pour des Cobras 11, Pour tous les cas Stefanie et la Personne âgée (la conséquence 231 : C'est mon meurtre, EA : le 30 octobre 1997, livre : Siegfried coupeur, régie : Dietrich Haugk, conséquence 233 : Moerderisches jeu, EA : le 19 décembre 1997, livre : Adolf Schroeder, régie : Hans-Juergen Toegel) entre autres.
Il accède à une plus grande notoriété en 1989 en interprétant le rôle principal dans le film Coming Out, récompensé par un Ours d’argent au Festival de Berlin en 1990.
En décembre 2003, Matthias Freihof quitte la série Siska (épisode 50 : À la dernière minute) et le rôle de Lorenz Wiegand.
Il est ouvertement gay.

## Théâtre
- 1984 : Le Songe d'une nuit d'été de William Shakespeare, mise en scène de T. Langhoff
- 1987-1989 : My équitablement dame, régie : F.C. Pemmann, La bataille d'homme de monsieur, régie : M. Helle
- 1990-1991 : Jacques Brel - un Hommage, chez G. mai, Brecht-Matinee, avec G. mai
- 1991-1992 : Les Fantasticks, régie: Et Lohse, Passions, régie : Et Lohse

## Filmographie
(octobre 2022).
- Si vous ne connaissez pas le sujet, laissez ce bandeau (vous pouvez alors contacter les auteurs).
- Si vous supprimez le contenu mis en cause (vous pouvez préalablement contacter les auteurs),

argumentez précisément cette suppression dans la page de discussion
(un manque de référence n'est pas un argument ; une recherche réelle de référence doit avoir été effectuée, être formellement documentée).

### Cinéma
- 1987 : Käthe Kollwitz, images d'une vie (Käthe Kollwitz – Bilder eines Lebens) de Ralf Kirsten (de) : Peter Kollwitz
- 1989 : Coming Out de Heiner Carow : Philipp
- 1991 : Mokka pour le tigre de T. Nennstiel
- 1992 : Le poison de Hambourg de Horst Königstein
- 1993 : L'homme dans la couche noire de Horst Königstein
- 1994 : Les hommes du K3 de M. Guenther
- 1995 : Mona M. de G. Friedrich
- 1996 : Liane de Horst Königstein
- 1996 :  Jeu de décès de H. Berloer
- 1997 : Îles unterm vent de B. Miitermayr
- 1997 :  La personne âgée de H.-J. Toegel
- 2000 : Vera Bruehne de Hark Bohm
- 2000 : Stubbe de T. Jacob
- 2008 : Walkyrie
- 2010 : Die Friseuse de Doris Dörrie

### Télévision
- 1993 : Un cas pour deux de B. Stephan
- 1998-2003 : Siska de Herbert Reinecker et Helmut Ringelmann
- 2000 : Soko brigade des stups de P. Winczewski